# Трансканадское шоссе

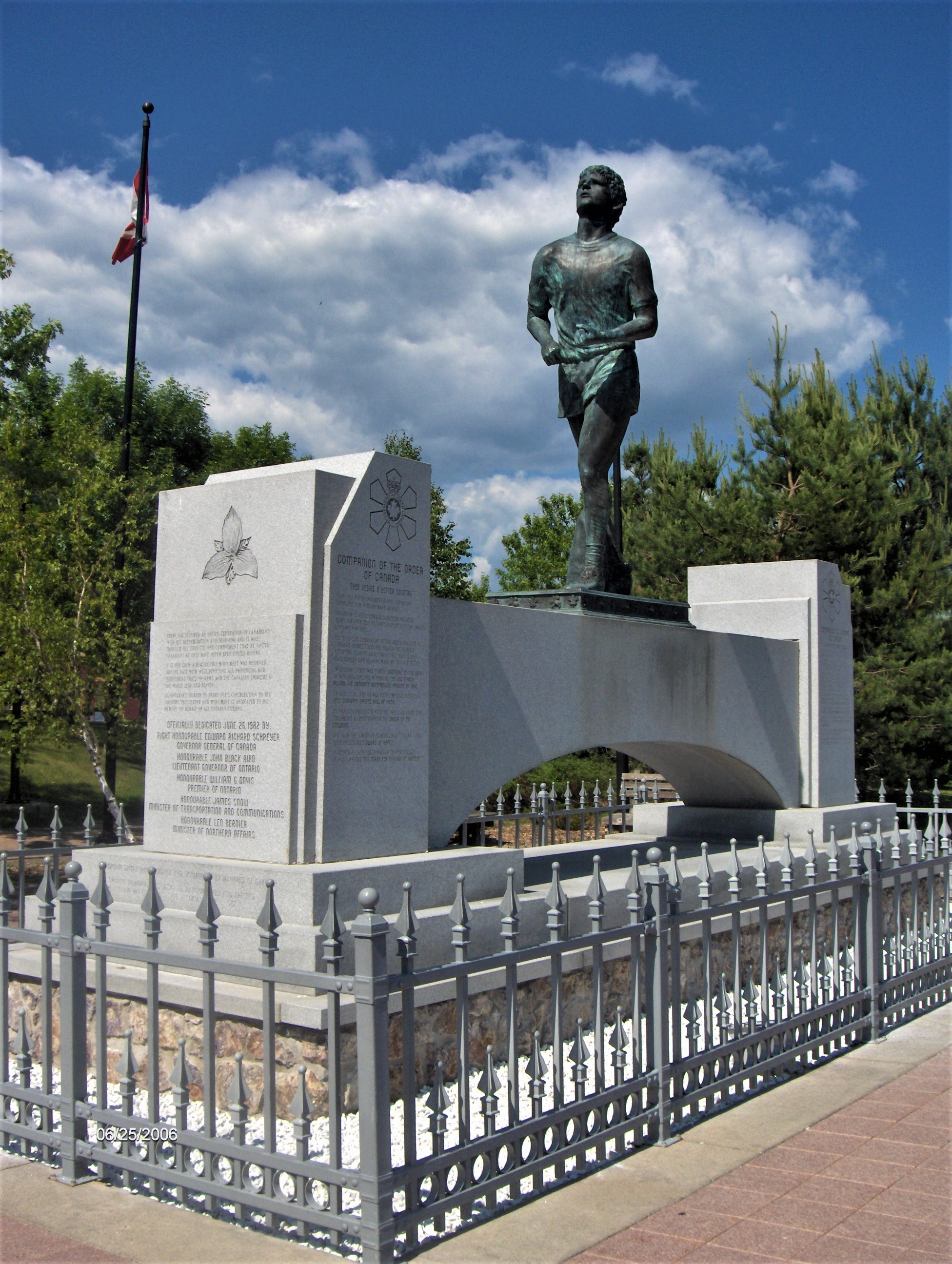
Highway 11/17- Фокс, Терри

Транскана́дское шоссе́ (англ. Trans-Canada Highway, TCH, фр. Route Transcanadienne) — федерально-провинциальная сеть автомобильных дорог, соединяющая десять провинций Канады. Вместе с Транссибирским шоссе и австралийским шоссе 1 оно является одной из самых длинных в мире национальных скоростных автострад: длина магистрали составляет 8030 км. 
Сеть была одобрена Законом о Трансканадском шоссе 1948 г., а строительство началось в 1950 г. Официально шоссе было открыто в 1962 г., а завершено в 1971 г. Эта сеть автомобильных дорог отличается от других шоссе легко узнаваемыми бело-зелёными дорожными указателями с кленовым листом.
На протяжении всей Канады существует не менее двух трасс, считающихся частью Трансканадского шоссе. Например, в западных провинциях частью трансканадской сети являются Трансканадская магистраль и Йеллоухедское шоссе.